# أمير أباد (بادنا)
أمير أباد هي قرية في مقاطعة سميرم، إيران. عدد سكان هذه القرية هو 378 في سنة 2006.